# Batalla de Alba de Tormes (1812)
La batalla de Alba de Tormes fue una batalla de la guerra de la Independencia Española librada entre los días 8 y 24 de noviembre de 1812 en el pueblo salmantino de Alba de Tormes en España. El municipio de Alba de Tormes es un pequeño pueblo que se sitúa a 20 kilómetros de Salamanca. 
El resultado fue el fracaso del ejército francés en alcanzar al ejército británico que se batía en retirada. Fue en Alba de Tormes donde los británicos, liderados por el general Wellington, detuvieron su retirada para intentar frenar la persecución de Francia dirigida por el mariscal Jean de Dieu Soult. Mientras tanto, el resto del ejército inglés continuaba su retirada con el objetivo de llegar a los cuarteles de invierno situados en Ciudad Rodrigo.   

## Contexto previo a la batalla
La retirada del ejército británico tras fracasar en el sitio de Burgos y en mantener la ciudad de Madrid (donde volvió a entrar José I el 2 de noviembre) hacía Alba de Tormes y el Huebra con el objetivo de ir a los cuarteles de invierno fue una de las retiradas más agotadoras y sufridas que se recuerdan en la historia militar británica.  
Para el autor James Grant, la batalla que se libró en este pueblo es una de las más duras que enfrentaron al ejército francés contra los aliados ingleses y españoles; ha sido recogida en el libro British battles on land and sea, donde se recogen muchos combates por tierra y mar del ejército británico. La batalla de Alba de Tormes se narra en el capítulo CX, página 450.

## 8 y 9 de noviembre de 1812
Fue el 8 de noviembre de 1812 cuando los ingleses llegaron a Alba de Tormes con la primera brigada de la segunda división de infantería que había recibido órdenes de defender hasta el último extremo este pequeño pueblo. 
La fuerza perseguidora francesa se componía casi de 90 000 hombres, mientras que los ingleses fueron reforzados por las brigadas portuguesas del general Hamilton y dos compañías de españoles que junto a los hombres de la primera brigada de Highlanders que constaban de los cuerpos 50, 71 y 92, hacían, en la medida de lo posible, más defendible Alba de Tormes. 
El pueblo presentaba un aspecto horrible y desolado. Sus habitantes habían huido al desconfiar de los británicos y tener miedo a los franceses. Nada más llegar, los británicos buscaron madera para quemar y de esta forma poder secar sus ropas, ya que estaban húmedas por las recientes lluvias.  
Al amanecer del día 9 de noviembre no había vista del enemigo, pero aun así los ingleses había apostado centinelas y guardias lejos del centro del pueblo, mientas el resto de las tropas descansaban de la larga marcha, buscaban comida, reconstruían la antigua muralla que tenía el pueblo o cavaban trincheras. Durante ese día no hubo ningún ataque por parte de los franceses, ya que aún no habían llegado.

## 10 de noviembre de 1812
En la mañana del día 10, unas mulas del ejército aliado llegan con harina al pueblo, lo que hizo que rápidamente los soldados que supieran hornear pan se pusieran a hacerlo. Los soldados se amontonaban en las puertas de los hornos esperando hacerse con una ración de pan, cuando de repente se escuchan los primeros disparos de la compañía de 9th Light Dragoons situados enfrente del pueblo, ya que los franceses se estaban aproximando con una pequeña compañía. Esto provocó que lo soldados cogieran rápidamente sus fusiles y ocuparan posiciones de combate, muchos de ellos sin ni siquiera haber comido o haberse vestido. Los soldados británicos ocuparon sus puestos en el muro o las trincheras. La reconstrucción del viejo muro y las trincheras cavadas desde su llegada supusieron una gran ventaja para las tropas aliadas, que les permitió repeler los ataques franceses pero que eran poco útiles ante sus cañones. 
Las preparaciones del general Hamilton para defenderse eran muy rigurosas. En el viejo castillo situó a 150 hombres. Dividió el pueblo en tres partes y mandó un regimiento británico a cada una, situando a los Highlanders en la carretera por donde el enemigo iba a venir. Una porción de cada batallón, la cual no era requerida en las murallas, formaba una pequeña reserva en la pequeña plaza del pueblo. Además, Hamilton ordenó a los zapadores excavar debajo del puente del río Tormes con el propósito de volarlo para impedir que los franceses les persiguieran en caso de retirada. 
El mariscal Soult, encargado de llevar a cabo el ataque francés, ordenó bombardear Alba de Tormes desde las 10 de la mañana del día 10 de noviembre hasta las 5 de la tarde. Los franceses solo paraban cuando los cañones necesitaban enfriarse. 
Cuando paró el bombardeo, los franceses avanzaron a pie hacia la vieja muralla pero siempre fueron rechazados por el fuego de mosqueteros británicos impidiendo que tomasen el lugar.

## Comienza la retirada
Cuando cayó la noche del 10 de noviembre, y mientras los franceses se reagrupaban, el general Wellington ordenó al general Hamilton abandonar las fortificaciones y reiniciar la retirada antes de que los franceses volvieran a atacar. Con sus pertrechos militares, las tropas británicas abandonan el pueblo lo antes posible. 
Pero no todos los aliados se retiran con el grueso del contingente británico, ya que en el pueblo permanecieron hasta el último momento los centinelas del muro, el teniente Jonh Grant de la 92 que se queda con diez hombres, para posteriormente relevar a los últimos centinelas, y las compañías de españoles situadas en el castillo de Alba de Tormes a la espera de dar batalla a los franceses cuando entraran en el lugar. 

## Del 12 al 15 de noviembre de 1812
Desde el 11 de noviembre que comienza la retirada hasta el 16 de noviembre de 1812 que se produce la retirada definitiva, hasta el último hombre se queda luchando contra el enemigo. Algunos soldados británicos pusieron sus gorros con plumas a la vista de los franceses en una parte del muro para atraer sus balas y distraerlos mientras los ingleses disparaban desde otro lugar. Los ingleses saben que cuanto más retengan a los franceses más tiempo tendrá para huir el general Wellington con sus tropas. Los franceses no cesan en sus ataques pero, después de una continua lucha, los centinelas apostados en el muro reciben la orden de retirarse, quedando solamente la caballería de la compañía de 9th Light Dragoons, bajo las órdenes del teniente Grant, que se queda enfrentándose cara a cara a los franceses. Cuando las últimas tropas de infantería abandonan Alba de Tormes y están a una distancia suficientemente prudente para no ser alcanzados por los franceses, Jonh Grant da la orden de retirada y la compañía de la 9th Light Dragoons cruza el puente a galope para acto seguido hacerlo volar tan rápido que el teniente Grant, que es el último oficial en dejar Alba de Tormes, fue golpeado por algunas piedras. La estrategia británica era volar el puente para retrasar el avance francés.  
Cuando los británicos se retiraron, los franceses entraron en el pueblo con su puente destrozado, lo que ralentizó su persecución. Además, los franceses no esperaban que hubiera una pequeña compañía de españoles esperándoles en Alba de Tormes. Los españoles que se situaban en el viejo castillo plantaron cara a los franceses y abrieron un continuo e incesante fuego de mosquetes, mientras los ingleses se retiraban por la carretera hacia Ciudad Rodrigo. De esta manera quieren dar más tiempo a los ingleses para que escapen en dirección a los cuarteles de invierno. Los británicos pierden cien hombres defendiendo Alba de Tormes. 

## 16 de noviembre de 1812
El día 16 de noviembre los aliados (la gran mayoría de ellos eran británicos pero también había algunos soldados portugueses y alemanes) estaban retirándose por las carreteras de Tamames, San Muñoz hacia la fortaleza de Ciudad Rodrigo a través de un bosque lleno de jabalíes. Esto lo aprovecharon los soldados británicos, que estaban muy hambrientos, para matar unos pocos animales y así comer y reponer fuerzas con el objetivo de llegar con mejores energías a los cuarteles de invierno. 

## 24 de noviembre de 1812
Los franceses capturan el castillo de Alba de Tormes.